# Jurij Chěžka
Jurij Chěžka ps. Ludomil Hórčanski; niem. Georg Keschka (ur. 22 lipca 1917 w Hórkach, zm. 13/17 października 1944 w okolicach Kragujevaca) – górnołużycki poeta uznawany za jednego z pierwszych i najwybitniejszych przedstawicieli współczesnej łużyckiej poezji. W charakterystyczny sposób przedstawiał niekonwencjonalne i nowe formy, często inspirując się twórczością czeskich autorów.

## Życiorys
Jurij Chěžka urodził się 22 lipca 1917 w górnołużyckiej wsi Hórki. Jego ojciec Mikławš Chěžka (1868–1931) pracował w kamieniołomie i na roli, a matka Hana z domu Delenkec (1887–1984) była znaną gawędziarką ludową. Po ukończeniu szkoły podstawowej w 1929, za namową proboszcza parafii w Chrósćicy Jakuba Šewčika, Chěžka rozpoczął naukę w ośmioletnim Arcybiskupim Gimnazjum w Pradze. Tam zaangażował się w katolicką organizacje Serbówka. Od 1937 studiował na Uniwersytecie Karola w Pradze bohemistykę, germanistykę i sorabistykę. Studia dzielił z pracą jako nauczyciel języka niemieckiego w sympatyzującej z komunizmem rodzinie poety Stanisława Kostki Neumanna. Po zajęciu Czechosłowacji w wiosnę 1939 Jurij został aresztowany przez Gestapo za działalność prołużycką i na miesiąc trafił do aresztu w Dreźnie. Po wyjściu na wolność w październiku 1939 został powołany do Wehrmachtu. Służył w jednostkach zmotoryzowanych we Francji, Bułgarii, Grecji czy Jugosławii. Zginął w październiku 1944, w wieku 27 lat, gdy usiłował zdezerterować do jugosłowiańskich partyzantów.

### Działalność poetycka
Chěžka był zafascynowany poezją czeską XX i XIX wieku. Tłumaczył czeskie dzieła na język górnołużycki (zwłaszcza Karela Hynka Mácha i Otokara Březiny). Poeta często publikował swoje teksty w najprzeróżniejszych gazetach. Od stycznia 1936 publikował w dodatku Serbskich Nowin, Serbskim Studencie. Po zdelegalizowaniu gazet łużyckich w III Rzeszy w 1937, sporadycznie jego wpisy pojawiały się w miesięczniku Gmejska heja oraz w czasopiśmie Czeskiego Towarzystwa Sorabistycznego (Przyjaciół Łużyc). Podczas wakacji 1937 roku w Jabkenicach napisał zbiór 23 wierszy pod tytułem Na puću za druhej domiznu (pol. W drodze do drugiej/zastępczej ojczyzny). Ulubionymi tematami wierszy Chěžki były: matka, dom, ludzie czy śmierć. Zamiast okazywania bezgranicznej miłości do ojczyzny i kraju, pisarz ograniczał się do refleksyjnej i samokrytycznej oceny własnego narodu. Swoje wiersze pisał w sposób swobodny, często mroczny i tęskny.
W Antologii Poezji Łużyckiej ukazały się przekłady dwóch wierszy Chěžki na język polski: Sylewstrowski wječor 1936 (Wieczór Sylwestrowy 1936) z 1937 oraz Maćeri (Matce) z 1938.

## Twórczość
Jest autorem:
- Na puću za druhej domiznu, 1937 (rękopis)
- Poezija małej komorki, 1971 (wydana po śmierci autora)